# Distretto di Mpika
Il distretto di Mpika è un distretto dello Zambia, parte della Provincia di Muchinga.
Il distretto comprende 22 ward:
- Chambeshi
- Chibwa
- Chifungwe
- Chikanda
- Chinama
- Chipembele
- Chishibe Isonde
- Lubaleshi
- Lubambala
- Lukulu
- Lulimala
- Lulingila
- Lwitikila
- Mansha
- Muchinga
- Mukungwa
- Mumbubu
- Munikashi
- Mupamadzi
- Musakanya
- Mutekwe
- Nachikufu